# Riccardo Nardini
Riccardo Nardini (Pavullo nel Frignano, 27 giugno 1983) è un calciatore italiano, centrocampista della SS La Veloce Fiumalbo.

## Biografia
Dal 27 maggio 2007 è cittadino onorario della città di Reggio Calabria.
Il 23 giugno 2012 ha sposato Sara Zanotti nella sua città natale, Fiumalbo.
Ha due figlie: Greta, nata nel 2010, e Gaia, del 2014.

## Carriera
Cresciuto nell'Aglianese, dove ha giocato nei dilettanti nel campionato 2001-2002, è approdato fra i professionisti nel 2002 in Serie C2 all'Poggibonsi. Dopo un campionato con i toscani, nel 2003 è passato alla Sangiovannese dove ha trovato poco spazio, passando a campionato in corso al Prato in Serie C1, dove è rimasto fino al gennaio 2005, quando si è trasferito al Foggia.
Nell'estate 2005 si è trasferito in Serie B al Catania, dove è rimasto solo pochi mesi per passare sempre fra i cadetti al Modena.
Tornato al Catania, non ha trovato spazio nella squadra appena promossa in Serie A e nel gennaio 2007 è stato ceduto in prestito con diritto di riscatto della compartecipazione alla Reggina. Con questa maglia ha esordito in Serie A disputando in tutto 12 gare in massima serie con la casacca amaranto.
Nel 2007-2008 è tornato al Catania, con cui ha disputato 3 partite
Durante il calciomercato di gennaio 2008 è passato all'Avellino a titolo definitivo, fino alla fine della stagione.
Nell'estate 2008, senza contratto, si è allenato col Modena, che si trovava in ritiro al suo paese, Fiumalbo, giocando anche alcune amichevoli con la divisa gialloblù. I dirigenti canarini hanno anche considerato l'eventuale acquisizione di Nardini fra le loro file.
Il 12 ottobre 2008 è stato acquistato dalla Reggiana, squadra dove disputa due campionati segnando 7 reti.
Il 6 luglio 2010 è passato all'Empoli per la Serie B 2010-2011.
Scaduto il contratto con l'Empoli, dopo un altro ritiro al suo paese insieme al Modena, l'11 ottobre 2011 è tornato nei ranghi dei canarini. Due giorni dopo il matrimonio, Nardini ha rinnovato il suo contratto per altre 2 stagioni, prolungando così la sua permanenza nella società modenese fino al 2014. Il 12 gennaio 2015 viene acquistato dall'Ascoli
La stagione seguente ritorna al Modena, dove a fine stagione rimane svincolato. Si accasacca al Messina, poi alla Pro Vercelli.
Dopo essere rimasto svincolato, si accasacca con la Pistoiese, dove colleziona 14 presenze ed un assist.
Ritorna all'Aglianese, ma si svincola a fine 2018. A marzo 2019 firma un contratto con La Veloce Fiumalbo, squadra del suo paese natale, in Seconda Categoria. Arrivato con la squadra in ultima posizione, in sette partite riesce a portare la squadra alla salvezza diretta, senza passare per i play out.

## Statistiche

### Presenze e reti nei club
Statistiche aggiornate al 27 settembre 2018.
| Stagione            | Squadra            | Campionato       | Campionato | Campionato | Coppe nazionali | Coppe nazionali | Coppe nazionali | Coppe continentali | Coppe continentali | Coppe continentali | Altre coppe | Altre coppe | Altre coppe | Totale | Totale |
| Stagione            | Squadra            | Comp             | Pres       | Reti       | Comp            | Pres            | Reti            | Comp               | Pres               | Reti               | Comp        | Pres        | Reti        | Pres   | Reti   |
| ------------------- | ------------------ | ---------------- | ---------- | ---------- | --------------- | --------------- | --------------- | ------------------ | ------------------ | ------------------ | ----------- | ----------- | ----------- | ------ | ------ |
| 2001-2002           | Aglianese          | D                | 20+1       | 2          | CI-D            | 0               | 0               | -                  | -                  | -                  | -           | -           | -           | 21     | 2      |
| 2002-2003           | Poggibonsi         | C2               | 26         | 7          | CI-C            | 4               | 0               | -                  | -                  | -                  | -           | -           | -           | 30     | 7      |
| 2003-gen. 2004      | Prato              | C1               | 7          | 0          | CI-C            | 2               | 0               | -                  | -                  | -                  | -           | -           | -           | 9      | 0      |
| gen.-giu. 2004      | Sangiovannese      | C2               | 5+1        | 1          | CI-C            | -               | -               | -                  | -                  | -                  | -           | -           | -           | 6      | 1      |
| 2004-gen. 2005      | Prato              | C1               | 17         | 3          | CI-C            | 3               | 0               | -                  | -                  | -                  | -           | -           | -           | 20     | 3      |
| Totale Prato        | Totale Prato       | Totale Prato     | 24         | 3          |                 | 5               | 0               |                    | -                  | -                  |             | -           | -           | 29     | 3      |
| gen.-giu. 2005      | Foggia             | C1               | 13         | 0          | CI-C            | -               | -               | -                  | -                  | -                  | -           | -           | -           | 13     | 0      |
| 2005-gen. 2006      | Catania            | B                | 5          | 0          | CI              | 1               | 1               | -                  | -                  | -                  | -           | -           | -           | 6      | 1      |
| gen.-giu. 2006      | Modena             | B                | 7          | 0          | CI              | -               | -               | -                  | -                  | -                  | -           | -           | -           | 7      | 0      |
| 2006-gen. 2007      | Catania            | A                | 0          | 0          | CI              | 0               | 0               | -                  | -                  | -                  | -           | -           | -           | 0      | 0      |
| gen.-giu. 2007      | Reggina            | A                | 12         | 0          | CI              | -               | -               | -                  | -                  | -                  | -           | -           | -           | 12     | 0      |
| 2007-gen. 2008      | Catania            | A                | 1          | 0          | CI              | 3               | 0               | -                  | -                  | -                  | -           | -           | -           | 4      | 0      |
| Totale Catania      | Totale Catania     | Totale Catania   | 6          | 0          |                 | 4               | 1               |                    | -                  | -                  |             | -           | -           | 10     | 1      |
| gen.-giu. 2008      | Avellino           | B                | 17         | 1          | CI              | -               | -               | -                  | -                  | -                  | -           | -           | -           | 17     | 1      |
| ott. 2008-2009      | Reggiana           | 1D               | 24+2       | 0          | CI+CI-LP        | -               | -               | -                  | -                  | -                  | -           | -           | -           | 26     | 0      |
| 2009-2010           | Reggiana           | 1D               | 31+2       | 7          | CI+CI-LP        | 2+1             | 0               | -                  | -                  | -                  | -           | -           | -           | 36     | 7      |
| Totale Reggiana     | Totale Reggiana    | Totale Reggiana  | 55+4       | 7          |                 | 3               | 0               |                    | -                  | -                  |             | -           | -           | 62     | 7      |
| 2010-2011           | Empoli             | B                | 34         | 0          | CI              | 1               | 0               | -                  | -                  | -                  | -           | -           | -           | 35     | 0      |
| 2011-2012           | Modena             | B                | 33         | 0          | CI              | 1               | 0               | -                  | -                  | -                  | -           | -           | -           | 34     | 0      |
| 2012-2013           | Modena             | B                | 31         | 0          | CI              | 2               | 0               | -                  | -                  | -                  | -           | -           | -           | 33     | 0      |
| 2013-2014           | Modena             | B                | 11+2       | 0          | CI              | 0               | 0               | -                  | -                  | -                  | -           | -           | -           | 13     | 0      |
| 2014-gen. 2015      | Modena             | B                | 12         | 1          | CI              | 2               | 0               | -                  | -                  | -                  | -           | -           | -           | 14     | 1      |
| gen.-giu. 2015      | Ascoli             | LP               | 16+1       | 0          | CI-LP           | -               | -               | -                  | -                  | -                  | -           | -           | -           | 17     | 0      |
| 2015-2016           | Modena             | B                | 29         | 1          | CI              | 0               | 0               | -                  | -                  | -                  | -           | -           | -           | 29     | 1      |
| Totale Modena       | Totale Modena      | Totale Modena    | 123+2      | 2          |                 | 5               | 0               |                    | -                  | -                  |             | -           | -           | 130    | 2      |
| dic. 2016-gen. 2017 | Messina            | LP               | 5          | 1          | CI+CI-LP        | -               | -               | -                  | -                  | -                  | -           | -           | -           | 5      | 1      |
| gen.-giu. 2017      | Pro Vercelli       | B                | 7          | 0          | CI              | -               | -               | -                  | -                  | -                  | -           | -           | -           | 7      | 0      |
| feb.-giu. 2018      | Pistoiese          | C                | 14         | 0          | CI-C            | -               | -               | -                  | -                  | -                  | -           | -           | -           | 14     | 0      |
| sett.-nov. 2018     | Aglianese          | D                | 8          | 0          | CI-D            | -               | -               | -                  | -                  | -                  | -           | -           | -           | 8      | 0      |
| Totale Aglianese    | Totale Aglianese   | Totale Aglianese | 28+1       | 2          |                 | 0               | 0               |                    | -                  | -                  |             | -           | -           | 30     | 2      |
| marz.-giu. 2019     | La Veloce Fiumalbo | SC               | 7          | 1          |                 |                 |                 |                    |                    |                    |             |             | 7           | 1      |        |
| Totale carriera     | Totale carriera    | Totale carriera  | 392+9      | 25         |                 | 22              | 1               |                    | -                  | -                  |             | -           | -           | 423    | 26     |

## Palmarès

### Club

#### Competizioni nazionali
- Serie D: 1

Aglianese: 2001-2002
- Lega Pro: 1

Ascoli Picchio: 2014-2015